# Microtragus
Microtragus – rodzaj chrząszczy z rodziny kózkowatych i podrodziny zgrzypikowych.

## Zasięg występowania
Przedstawiciele tego rodzaju występują w Australii, na Nowej Gwinei oraz, być może, na Tasmanii.

## Systematyka
Do Microtragus należy 15 gatunków:
- Microtragus arachne
- Microtragus basalis
- Microtragus bicristatus
- Microtragus bifasciatus
- Microtragus browni
- Microtragus cristulatus
- Microtragus gazellae
- Microtragus luctuosus
- Microtragus mormon
- Microtragus multituberculatus
- Microtragus quadrimaculatus
- Microtragus senex
- Microtragus tuberculatus
- Microtragus unicristatus
- Microtragus waterhousei